# Římskokatolická farnost Opatovice nad Labem
Římskokatolická farnost Opatovice nad Labem je územním společenstvím římských katolíků v pardubickém vikariátu královéhradecké diecéze.

## O farnosti

### Historie
V roce 1073 byl v Opatovicích založen benediktinský klášter, do nějž přišel mnišský konvent z Břevnova. Komunitu později posílili též mniši, přišlí z Hradiska u Olomouce, kde se v původně benediktinském klášteře usadili premonstráti. V roce 1421 byl opatovický klášter zničen husity. Při původně klášterním kostele sv. Vavřince byla později zřízena farnost a dochovaná část konventní budovy byla adaptována na mlýn.

#### Přehled duchovních správců
- 1949-2002 R.D. Miloslav Zavřel (farář)
- 2007-2014 R.D. ThDr. Pawel Nowatkowski (administrátor, od r. 2008 farář)
- 2014-2019 R.D. Mgr. Jaroslav Brožek (administrátor)
- od r. 2019 R.D. Mgr. Bohuslav Stařík (administrátor)

### Současnost
Farnost má sídelního duchovního správce, který je zároveň hlavním nemocničním kaplanem pro město Hradec Králové. Ve farnosti dále působí dva trvalí jáhnové.
| Kostel                       | Místo               | Bohoslužba                       | Bohoslužba             | Poznámka        |
| ---------------------------- | ------------------- | -------------------------------- | ---------------------- | --------------- |
| Kostel sv. Andělů strážných  | Borek               | neslouží se pravidelně           | neslouží se pravidelně | filiální kostel |
| Kostel sv. Vojtěcha          | Dolany              | neslouží se pravidelně           | neslouží se pravidelně | filiální kostel |
| Kostel sv. Petra a Pavla     | Dříteč              | neděle                           | 9.30                   | filiální kostel |
| Kaple sv. Vavřince a Martina | Němčice             | neslouží se pravidelně           | neslouží se pravidelně | obecní kaple    |
| Kostel sv. Vavřince          | Opatovice nad Labem | neděle pátek                     | 8.00 17.00             | farní kostel    |
| Kostel sv. Mikuláše          | Podůlšany           | neslouží se pravidelně           | neslouží se pravidelně | filiální kostel |
| Kostel Nejsvětější Trojice   | Praskačka           | 1. sobota v měsíci (změny možné) | 16.00                  | filiální kostel |
| Kostel sv. Václava           | Staré Ždánice       | neděle                           | 10.45                  | filiální kostel |